# John Kruth
John Kruth (1955. június 19. –) amerikai multi-instrumentalista, zeneszerző és költő. Fiatal korában nagy hatással volt rá a szintén multi-instrumentalista, vak dzsessz előadó Rahsaan Roland Kirk munkássága. Kruth a 80-as évektől egészen 1995-ig az egyesült államokbeli Milwaukee városában élt, majd New Yorkba költözött. Tagja volt a Reckless Optimism, valamint a Tiny Lights nevű együtteseknek is, valamint kollaborált Hal Wilnerrel, Garth Hudsonnel, és John Cale-lel is. Költeményei megjelentek a Rolling Stone magazinban, illetve a The New York Timesban is.

## Zenei albumai[3]
- 1987 – Midnight Snack
- 1989 – Greasy Kid Stuff
- 1992 – Banshee Mandolin
- 1995 – Cherry Electric
- 1998 – Last Year Was A Great Day
- 2000 – Everywhere You've Never Been
- 2006 – Eva Destruction

## További információ
- John Kruth az Internet Movie Database-ben (angolul)